# Aloys Geoffroy
Pour les articles homonymes, voir Geoffroy.
Aloys Geoffroy, né le 10 avril 1944 à Sarrebourg, est un homme politique français, membre de l'Union pour la démocratie française (UDF).

## Biographie
Soutenu par Valéry Giscard d'Estaing, Aloys Geoffroy est élu député de Toul, 5e circonscription de Meurthe-et-Moselle, le 2 avril 1993. Il siège jusqu'au 21 avril 1997 avec le groupe Union pour la démocratie française (UDF).